# Ismail Abu Hatab
Ismail Abu Hatab (àrab: إسماعيل أبو حطب, Ismāʿīl Abū Ḥaṭab) (Gaza, 1993–30 de juny de 2025) va ser un fotoperiodista i cineasta palestí, creador de C-light i ByPa, conegut sobretot per la seva cobertura de primera línia de la guerra de Gaza. Va organitzar diverses exposicions de fotografia fora de la Franja de Gaza. Va morir en un atac aeri israelià el 30 de juny de 2025.

## Biografia
Abu Hatab va néixer i créixer a la ciutat de Gaza. A principis dels anys 2000, va començar a fotografiar la vida quotidiana i escenes de conflicte, i des del 2008 ja treballava com a autònom per a mitjans locals.
A partir del 2008, Abu Hatab va començar a treballar amb organitzacions internacionals i agències de notícies, com ara la BBC, DW i CARE International.
El 2 de novembre de 2023, mentre cobria els atacs aeris israelians des de la Torre Al-Ghafari, Abu Hatab va resultar greument ferit. Abu Hatab va dir a NDTV que els periodistes independents a Gaza «no tenen cap xarxa de seguretat institucional».
L'abril de 2025, l'exposició d'Abu Hatab «Between Sky and Sea» es va projectar a Los Angeles, als Estats Units.

## Mort
El 30 de juny de 2025, un atac aeri israelià va impactar la cafeteria d'internet al-Baqa, a la ciutat de Gaza, i va matar-lo a ell i almenys 41 persones més. Tenia 32 anys.
El Fòrum de Mitjans de Comunicació Palestí va lamentar la mort d'Abu Hatab. La Federació Internacional de Periodistes (IFJ) i el Sindicat de Periodistes Palestins (PJS) van condemnar l'atac i van demanar una investigació immediata.